# Église Saint-Martin de Champteussé-sur-Baconne
L'église Saint-Martin est une église située à Champteussé-sur-Baconne, en France.

## Localisation
L'église est située dans le département français de Maine-et-Loire, sur la commune de Champteussé-sur-Baconne.

## Historique
L'édifice, sorti de terre au XIIe siècle, est inscrit au titre des monuments historiques en 1968.